# Michèle Alliot-Marie
Michèle Jeanne Honorine Alliot-Marie (10 de septiembre de 1946) es una política francesa. Fue ministra de Defensa (2002-2007), de Interior (2007-2009), de Justicia (2009-2010) y de Asuntos Exteriores (2010-2011) de Francia. 

## Trayectoria
Alliot-Marie fue la primera mujer que ostentó el cargo de ministra de Interior así como la primera en dirigir un partido político mayoritario en Francia. Fue ministra de Defensa en los gabinetes de Jean-Pierre Raffarin y de Dominique de Villepin. También fue la primera mujer en asumir ese cargo. La revista Forbes la colocó en 2005 en el número 51 y en el número 11 en 2007 en el ranking de mujeres más poderosas del planeta.

## CasoFlorence Cassez
El 27 de febrero de 2011, renunció al cargo de Ministra de Asuntos Exteriores ante el escándalo público provocado por haber aceptado unas vacaciones regaladas por un empresario tunecino cercano al entonces presidente Zine El Abidine Ben Ali así como las críticas por el su incorrecta gestión del affaire Cassez que llevó a Francia a una crisis diplomática con México.
En 2016, la juez de instrucción francesa Sabine Kheris solicita que Michèle Alliot-Marie, Dominique de Villepin y Michel Barnier sean llevados ante el Tribunal de Justicia de la República. Se sospecha que estos exministros permitieron la salida de los mercenarios responsables del ataque al campo de Bouaké en 2004, en el que murieron nueve soldados franceses. Al parecer, la operación tenía por objeto justificar una operación de respuesta contra el Gobierno de Laurent Gbagbo en el contexto de la crisis de 2004 en Costa de Marfil.

## Reivindicación feminista
En 1970, cuando iba a entrar en compañía de la también política francesa Denise Cacheux, en la Asamblea Nacional de Francia, los ordenanzas les prohibieron el acceso al recinto por ir vestidas con pantalón. Ante esta prohibición, Alliot-Marie manifestó que estarían dispuestas a quitarse la prenda si de esta manera podían acceder. De manera que los ordenanzas optaron por permitirles el paso. A partir de este suceso, las mujeres del mundo de la política pudieron acceder con pantalón a edificios oficiales.